# Fedor Lazarenko
Fedor Lazarenko (4 de marzo de 1966) es un deportista moldavo que compitió en judo. Ganó una medalla de bronce en el Campeonato Europeo de Judo de 1993 en la categoría de –65 kg.

## Palmarés internacional
| Campeonato Europeo | Campeonato Europeo | Campeonato Europeo | Campeonato Europeo |
| Año                | Lugar              | Medalla            | Categoría          |
| ------------------ | ------------------ | ------------------ | ------------------ |
| 1993               | Atenas (Grecia)    | Medalla de bronce  | –65 kg             |